# نیکولا بورگتو
نیکولا بورگتو (انگلیسی: Nicola Borghetto؛ زادهٔ ۲۵ نوامبر ۱۹۹۹) بازیکن فوتبال است.